# 皮奧里亞 (印地安納州富蘭克林縣)
皮奧里亞（英語：Peoria）是位於美國印地安納州富蘭克林縣的一個非建制地區。該地的面積和人口皆未知。